# Травлєєв Анатолій Павлович
Анатолій Павлович Травлєєв (11 вересня 1929, с. Ворошилівка Донецької області — 19 вересня 2016, Дніпропетровськ) — український еколог, ґрунтознавець, доктор біологічних наук (1972), професор (1974), член-кореспондент НАН України (1992), заслужений діяч науки і техніки України (1998), лауреат Державної премії України в галузі науки і техніки (2008).

## Біографія
Анатолій Травлєєв народився 11 вересня 1929 р. у с. Ворошилівці Донецької області (Україна) в родині вчителів. 
Закінчив природничо-географічний факультет Бердянського вчительського інституту (1951 р.) за спеціальністю вчитель біології та географії, а також біологічний факультет Дніпропетровського державного університету (1956 р.) за спеціальністю біолог-геоботанік. 
У 1946–1949 рр. працював учителем початкових класів у с. Камишеве Першотравневого р-ну Донецької обл. 
З 1956 р. – асистент кафедри геоботаніки, ґрунтознавства та екології біологічного факультету ДДУ.
З 1962 р. – доцент, з 1971 р. до 1992 р. – завідувач, з 1992 р. – професор  кафедри геоботаніки, ґрунтознавства та екології біологічного факультету ДДУ. 
У 1961 р. захистив кандидатську дисертацію «Лісова підстилка як структурний елемент штучного лісового угруповання в степу» (науковий керівник професор О.Л. Бельгард).
У 1972 р. захистив докторську дисертацію на тему «Взаємодія рослинності з ґрунтами в лісових біогеоценозах справжніх степів України та Молдавії» (науковий консультант професор С.В. Зонн). 
Член-кореспондент Національної академії наук України (з 1992 р.), голова Наукової ради з проблем ґрунтознавства НАН України, член Комітету з присудження державних премій, почесний член Докучаївського товариства ґрунтознавців (з 1996 р.), почесний член Українського товариства ґрунтознавців (з 1996 р.), заслужений діяч науки і техніки України (з 1998 р.), заслужений професор ДНУ (з 2000 р.), лауреат Державної премії України в галузі науки і техніки (2008), почесний професор Кордобського університету (Іспанія, 2012 р.). 
Протягом 1974–2015 рр. А.П. Травлєєв був головою спеціалізованої вченої ради для захисту докторських та кандидатських дисертацій у Дніпропетровському національному університеті за спеціальністю «Екологія», членом спеціалізованої вченої ради для захисту докторських та кандидатських дисертацій у Чернівецькому національному університеті ім. Ю. Федьковича за спеціальністю «Екологія» (2002–2011 рр.), членом спеціалізованої вченої ради для захисту докторських та кандидатських дисертацій у Національному науковому центрі «Інститут ґрунтознавства та агрохімії ім. О. Н. Соколовського» (м. Харків) за спеціальністю «Ґрунтознавство» (2005–2016 рр.). 
А.П. Травлєєв був головним редактором журналів «Екологія та ноосферологія» та «Ґрунтознавство», збірника «Питання степового лісознавства та лісової рекультивації земель», входив до складу редакційних колегій журналів «SB Academic review» (Індія), «Український ботанічний журнал», «Лесоведение», «Агрохімія і ґрунтознавство», «Вісник Дніпропетровського університету. Біологія. Екологія». 
Є автором понад 230 наукових праць, у тому числі 8 монографій, 17 навчально-методичних посібників. 
Підготував 15 докторів та 34 кандидатів наук. 
Помер 19 вересня 2016 р. у Дніпропетровську.

## Наукові праці
Автор (співавтор) понад 230 наукових праць, у тому числі 8 монографій, 17 навчально-методичних посібників.
Бельгард А. Л., Травлеев А. П. О процессах адаптации и сильватизации искусственных лесных биогеоценозов к условиям степной среды // Проблемы лесного почвоведения. – М.: Наука, 1973. – С. 5-15.
Адерихин П. Г., Бельгард А. Л., Зонн С. В., Крупеников И. А., Травлеев А. П. Влияние лесной растительности на черноземы // Русский чернозем – 100 лет после Докучаева. – М.: Наука, 1983. – С. 117-126.
Зонн С. В., Травлеев А. П. Географо-генетические аспекты почвообразования, эволюции и охраны почв. – К.: Наук. думка, 1989. – 216 с.
Зонн С. В., Травлеев А. П. Алюминий. Роль в почвообразовании и влияние на растения. – Д.: ДГУ, 1992. – 224 с.
Белова Н. А., Травлеев А. П. Естественные леса и степные почвы (экология, микроморфология, генезис). – Д.: ДГУ, 1999. – 348 с.